# イソクエン酸-ホモイソソクエン酸デヒドロゲナーゼ
イソクエン酸-ホモイソソクエン酸デヒドロゲナーゼ（isocitrate-homoisocitrate dehydrogenase）は、次の化学反応を触媒する酸化還元酵素である。
(1) イソクエン酸 + NAD+ {\displaystyle \rightleftharpoons } 2-オキソグルタル酸 + CO2 + NADH
(2) (1R,2S)-1-ヒドロキシブタン-1,2,4-トリカルボン酸 + NAD+ {\displaystyle \rightleftharpoons } 2-オキソアジピン酸 + CO2 + NADH + H+
すなわち、この酵素の基質はイソクエン酸または(1R,2S)-1-ヒドロキシブタン-1,2,4-トリカルボン酸とNAD+、生成物は2-オキソアジピン酸または2-オキソアジピン酸と二酸化炭素とNADHとH+である。
組織名はisocitrate(homoisocitrate):NAD+ oxidoreductase (decarboxylating)で、別名にPH1722がある。